# Nils Thostrup
Nils Thostrup (født 20. juli 1936 i København, død 31. juli 2024 i Hjerting) var en dansk journalist og forfatter, der var ansvarshavende chefredaktør for først Jyllands-Posten og siden JydskeVestkysten.

## Biografi
Nils Thostrup, der var søn af en restauratør, kom ikke i kokkelære, da forældrene ville det anderledes, men endte i stedet med at gå i mesterlære som journalist på Svendborg Avis i 1953.I perioden 1966-1990 var han redaktionssekretær, redaktionschef og politisk redaktør på Jyllands-Posten og var fra 1990 til 1992 ansvarshavende chefredaktør og administrerende direktør. Han sad desuden i bestyrelsen for Jyllands-Postens Fond.
Derefter fulgte en kort periode som redaktionschef og udlandsredaktør på Berlingske Tidende inden han i 1993 blev ansvarshavende chefredaktør og administrerende direktør for JydskeVestkysten og Kolding Folkeblad. Den stilling bestred han frem til 1999, hvor han gik på pension.

### Forfatterskab
Nils Thostrup var særligt interesseret i Kina, som han besøgte over 30 gange. Han besøgte landet første gang i 1974 i følge med daværende statsminister Poul Hartling.
Han fungerede som fast skribent for tidsskriftet Danmark-Kina og udgav fire bøger om Kina: 
- Kina bag spejlet: en beretning om det moderne Kina (2002)
- Kina i reformernes tegn (1987)
- Turist blandt kejsere og kinesere : guide til seværdigheder i Kina (1988)
- Kinesisk kurs: på sporet af en revolution og dens følger (1985)

### Organisationsarbejde
Han lagde desuden en stor arbejdsindsats i mediebranchens organisationer, først som formand for Danske Dagblades Forening 1996-1998 samt formand for foreningens forhandlingsorganisation. I samme periode var han bestyrelsesmedlem i  Dansk Arbejdsgiverforening. Fra 1990 til 1992 var han bestyrelsesmedlem i den internationale avissamarbejdsorganisation IFRA og fra 1997 medlem af bestyrelsen for World Association of Newspapers., ligesom han fra 2000 til 2008 sad i Århus Stiftstidendes bestyrelse. Derudover var han medlem af uddannelsesrådet og optagelsesnævnet for Danmarks Journalisthøjskole 1990-1992 og af bestyrelsen for skolen fra 1996. Han var også kursusleder ved Den Journalistiske Efteruddannelse fra 1985 og beskikket censor ved Journalisthøjskolen.
Fra 1998 til 2000 var han medlem af konsistoriet på Syddansk Universitet.
Som pensionist engangerede han sig i lokalsamfundet og var frem til 2012 formand for Bymidtesamarbejdet i Esbjerg.
Han var Ridder af Dannebrog.